# IC 4544
IC 4544 — галактика типу NF (в процесі підтвердження) у сузір'ї Косинець.
Цей об'єкт міститься в оригінальній редакції індексного каталогу.